# Roger Jacob
Roger Jacob, né à Arlon le 15 mars 1924 et mort à Trooz le 11 juillet 1975, est un sculpteur belge.

## Biographie
Roger Jacob a été formé à l'Académie des beaux-arts de Bruxelles (1947-1949).

## Œuvres d'art public
- 1957 : Les cracheurs, fontaines sur la façade du Palais des Congrès au Mont des Arts, à Bruxelles.
- 1964 : Christ en croix, au cimetière de Marche-en-Famenne[1].
- 1970 : Le croisé, à Bouillon.
- 1972 : sans titre, à l'entrée de l'usine à zinc de Prayon implantée à Ehein (Engis) - œuvre déplacée, et réinstallée en octobre 2017 sur le boulevard Frère-Orban à Liège[2].